# Shaun MacDonald
Shaun Benjamin MacDonald (né le 17 juin 1988 à Swansea, au pays de Galles), est un footballeur international gallois. Il joue pour le club de Crewe Alexandra.

## Carrière

### Bournemouth
Il signe pour l'AFC Bournemouth le 25 août 2011. Le montant du transfert est estimé à 80 000 £ plus divers bonus.

### Wigan et après
Le 13 août 2016, il s'engage avec Wigan Athletic pour deux saisons.
Le 3 juin 2019, il rejoint Rotherham United.
Le 24 juin 2021, il rejoint Crewe Alexandra.

### Carrière internationale
Après avoir représenté le pays de Galles en catégorie des moins de 19 ans, puis espoirs, il fait ses débuts d'international sénior le 12 octobre 2010 lors du match Suisse-Pays de Galles (4-1) en éliminatoires du Championnat d'Europe 2012. Il rentre à la 89e minute du match en remplacement de David Vaughan.

## Statistiques
| Saison      | Club            | Pays         | Championnat        | Coupes nationales | Sélection Pays de Galles |
| ----------- | --------------- | ------------ | ------------------ | ----------------- | ------------------------ |
| 2005 - 2006 | Swansea City    | League One   | 8 matchs           | 5 matchs          | -                        |
| 2006 - 2007 | Swansea City    | League One   | 8 matchs           | 4 matchs          | -                        |
| 2007 - 2008 | Swansea City    | League One   | 1 match            | 2 matchs          | -                        |
| 2008 - 2009 | Swansea City    | Championship | 2 matchs           | 4 matchs / 2 buts | -                        |
| 2008 - 2009 | Yeovil Town     | League One   | 4 matchs / 2 buts  | -                 | -                        |
| 2008 - 2009 | Swansea City    | Championship | 3 matchs           | -                 | -                        |
| 2009 - 2010 | Swansea City    | Championship | 3 matchs           | -                 | -                        |
| 2009 - 2010 | Yeovil Town     | League One   | 31 matchs / 3 buts | 1 match           | -                        |
| 2010 - 2011 | Yeovil Town     | League One   | 26 matchs / 4 buts | 2 matchs          | 1 match                  |
| 2011 - 2012 | AFC Bournemouth | League One   | -                  | -                 | -                        |

Dernière mise à jour le 29 août 2011

## Palmarès
- AFC Bournemouth
  - Football League Championship (D2)
    - Champion : 2015
- Wigan Athletic
  - Football League One (D3)
    - Champion :  2018
- Rotherham United
  - Football League One (D3)
    - Vice-champion : 2020.